# Bracon sculptithorax
Bracon sculptithorax är en stekelart som beskrevs av Vladimir Ivanovich Tobias 2000. Bracon sculptithorax ingår i släktet Bracon och familjen bracksteklar. Inga underarter finns listade.